# Хуан Осорио
Хуан Осорио (на испански: Juan Osorio) е мексикански продуцент на комедийни предавания, теленовели и театрални постановки, изградил кариерата си в мексиканската компания Телевиса.

## Биография
През 1981 г. Осорио започва работа в телевизията като директор продукция на теленовелата Toda una vida. Тази позиция заема до 1986 г., когато теленовелата Слава и ад, първоначално продуцирана от Гонсало Мартинес Ортега, остава без продуцент и Осорио завършва производството ѝ. След тази история Хуан Осорио започва да продуцира оригинални и класически мексикански теленовели, спазвайки оригиналните либрета на авторите им.
През 2011 г. продуцира теленовелата Семейство с късмет, която е първата му адаптация на колумбийска теленовела, а през 2012 г. втората – Защото любовта командва.
През 2014 г. продуцира теленовелата Моето сърце е твое, по която е създадена и театрална постановка.
През 2016 г. продуцира Мечта за любов, оригинална история, която той създава в сътрудничеството на писателя и сценарист Алехандро Поленс. Главните роли са изпълнени от Кристиан де ла Фуенте и Бети Монро.
През 2017 г. Хуан Осорио продуцира теленовелата Съпругът ми има семейство, базирана на южнокорейския сериал My Husband Got a Family, с участието на Сурия Вега и Даниел Аренас. Теленовелата се радва на голям успех и затова продуцентът решава да я удължи с още един сезон, който носи заглавието Съпругът ми има по-голямо семейство от 2018 г., като към главните герои се присъединяват Сусана Гонсалес и Арат де ла Торе.
През 2019 г. продуцира сериала Сърцето никога не греши, който е разклонение на Съпругът ми има по-голямо семейство, с участието на Емилио Осорио и Хоакин Бондони. След завършването на сериала Осорио започва новия си проект Самотен с дъщери, в който главните роли се изпълняват от Ванеса Гусман и Габриел Сото.

## Кариера

### Изпълнителен продуцент

#### Теленовели
- Изгрев (2025)
- Любовта няма рецепта (2024)
- Непобедима любов (2023)
- Наследството (2022)
- Последният крал (2022)
- Какво се случва със семейството ми? (2021)
- Самотен с дъщери (2019 – 2020)
- Сърцето никога не греши (2019)
- Съпругът ми има семейство (2017 – 2019)
- Мечта за любов (2016)
- Моето сърце е твое (2014 – 2015)
- Защото любовта командва (2012 – 2013)
- Семейство с късмет (2011 – 2012)
- Моят грях (2009)
- Буря в Рая (2007 – 2008)
- Битка на страсти (2006)
- Булчински воал (2003)
- Саломе (2001 – 2002)
- Винаги ще те обичам (2000)
- Първа част на Есперанса (1999)
- Живея заради Елена (1998)
- Душата няма цвят (1997)
- Втора част на За цял живот (1996)
- Марисол (1996)
- Втора част на Ако Бог ми отнеме живота (1995)
- Мария Хосе (1994)
- Клариса (1993)
- Майки егоистки (1991)
- Дни без луна (1990)
- Моята втора майка (1989)
- Къщата в края на улицата (1989)
- Такива като нас (1987 – 1988)
- Отец Гайо (1986 – 1987)

#### Предавания
- Más que musas (2010)
- Con permiso (1996)
- Todo de todo (1992)

#### Театрални постановки
- Aristemo el musical (2019)[9][10]
- Aventurera (2017)[11]
- Моето сърце е твое (2015)[12]

### Литературен сътрудник
- Изгрев (2025)
- Любовта няма рецепта (2024)
- Непобедима любов (2023)
- Наследството (2022)
- Последният крал (2022)
- Какво се случва със семейството ми? (2021)
- Самотен с дъщери (2019 – 2020)
- Сърцето никога не греши (2019)
- Съпругът ми има по-голямо семейство (2018 – 2019)
- Мечта за любов (2016) (автор на оригиналната история)

### Директор продукция
- Слава и ад (1986)
- Страстите на Исабела (1984 – 1985)
- Самотно сърце (1983 – 1984)
- Габриел и Габриела (1982 – 1983)
- Цял живот (1981)